# Ivar Hagemoen
Ivar Hagemoen (1965) è un ex sciatore alpino norvegese.

## Biografia
Specialista delle prove tecniche, Hagemoen vinse la medaglia d'argento nello slalom gigante ai Campionati norvegesi del 1987; non prese parte a rassegne olimpiche né ottenne piazzamenti in Coppa del Mondo (circuito nel quale gareggiò almeno fino 1988) o ai Campionati mondiali.

## Palmarès

### Campionati norvegesi
- 1 medaglia (dati dalla stagione 1986-1987):
  - 1 argento (slalom gigante[senza fonte] nel 1987)